# Villarembert
Villarembert – miejscowość i gmina we Francji, w regionie Owernia-Rodan-Alpy, w departamencie Sabaudia.
Według danych na rok 1990 gminę zamieszkiwało 209 osób, a gęstość zaludnienia wynosiła 22 osób/km² (wśród 2880 gmin regionu Rodan-Alpy Villarembert plasuje się na 1418. miejscu pod względem liczby ludności, natomiast pod względem powierzchni na miejscu 1159.).